# Монти (Олбија-Темпио)
Монти (итал. Monti) је насеље у Италији у округу Сасари, региону Сардинија.
Према процени из 2011. у насељу је живело 1759 становника. Насеље се налази на надморској висини од 289 м.

## Становништво
Према резултатима пописа становништва 2011. у општини је живело 2.488 становника.
| 1931. | 1936. | 1951. | 1961. | 1971. | 1981. | 1991. | 2001. | 2011. |
| ----- | ----- | ----- | ----- | ----- | ----- | ----- | ----- | ----- |
| 2.197 | 2.138 | 2.519 | 2.432 | 2.339 | 2.547 | 2.698 | 2.440 | 2.488 |